# Antoine Kombouaré
Antoine Kombouaré (ur. 16 listopada 1963 w Numei) – francuski trener piłkarski i piłkarz pochodzący z Nowej Kaledonii, grający na pozycji środkowego obrońcy. Od 2009 do 2011 prowadził Paris Saint-Germain.

## Kariera klubowa
Kombouaré urodził się w Nowej Kaledonii, a karierę piłkarską rozpoczął w tamtejszym klubie WS Plum Nouméa. W 1983 roku wyjechał do Francji. Jego pierwszym profesjonalnym klubem w karierze było FC Nantes. W sezonie 1984/1985 zadebiutował w jego barwach w pierwszej lidze francuskiej. W zespole Nantes grał do 1990 roku i wtedy też przeszedł do Sportingu Toulon Var, gdzie spędził pół sezonu.
Na początku 1991 roku Kombouaré został zawodnikiem Paris Saint-Germain. W 1993 roku osiągnął z PSG swój pierwszy sukces, gdy zdobył z paryskim klubem Puchar Francji. Z kolei w 1994 roku wywalczył swoje jedyne mistrzostwo Francji w karierze. W 1995 roku zdobył z PSG swój drugi puchar kraju, a także pierwszy i jedyny Puchar Ligi Francuskiej.
W 1995 roku Kombouaré przeszedł do szwajcarskiego FC Sion. W 1996 roku został z tym zespołem mistrzem Szwajcarii. Latem 1996 odszedł do szkockiego Aberdeen. W 1998 roku wrócił do Francji i przez sezon grał w Championnat National, w Racingu Paryż. W 1999 roku zakończył karierę piłkarską. W 2022 roku wywalczył trzeci Puchar Francji jako trener FC Nantes.
| Sezon   | Klub                | Kraj       | Rozgrywki            | Mecze | Bramki |
| ------- | ------------------- | ---------- | -------------------- | ----- | ------ |
| 1984/85 | FC Nantes           | Francja    | Ligue 1              | 18    | 0      |
| 1985/86 | FC Nantes           | Francja    | Ligue 1              | 25    | 0      |
| 1986/87 | FC Nantes           | Francja    | Ligue 1              | 35    | 2      |
| 1987/88 | FC Nantes           | Francja    | Ligue 1              | 31    | 1      |
| 1988/89 | FC Nantes           | Francja    | Ligue 1              | 35    | 1      |
| 1989/90 | FC Nantes           | Francja    | Ligue 1              | 35    | 0      |
| 1990/91 | Sporting Toulon Var | Francja    | Ligue 1              | 17    | 0      |
| 1990/91 | Paris Saint-Germain | Francja    | Ligue 1              | 20    | 0      |
| 1991/92 | Paris Saint-Germain | Francja    | Ligue 1              | 32    | 2      |
| 1992/93 | Paris Saint-Germain | Francja    | Ligue 1              | 19    | 0      |
| 1993/94 | Paris Saint-Germain | Francja    | Ligue 1              | 9     | 0      |
| 1994/95 | Paris Saint-Germain | Francja    | Ligue 1              | 26    | 1      |
| 1995/96 | FC Sion             | Szwajcaria | Super League         | 25    | 7      |
| 1996/97 | FC Sion             | Szwajcaria | Super League         | 4     | 1      |
| 1996/97 | Aberdeen FC         | Szkocja    | Premier League       | 30    | 3      |
| 1997/98 | Aberdeen FC         | Szkocja    | Premier League       | 0     | 0      |
| 1998/99 | RC Paris            | Francja    | Championnat National | 24    | 4      |

## Kariera trenerska
Po zakończeniu kariery piłkarskiej Kombouaré został trenerem. W latach 1999–2003 prowadził rezerwy Paris Saint-Germain. Następnie został pierwszym trenerem RC Strasbourg. W 2004 roku został szkoleniowcem Valenciennes FC. W 2005 roku awansował z nim z Championnat National do Ligue 2, a w 2006 roku z Ligue 2 do Ligue 1. W Valenciennes pracował do 2009 roku i wtedy też został trenerem pierwszego zespołu Paris Saint-Germain. W 2010 roku doprowadził go do zdobycia Pucharu Francji. W grudniu 2011 został zwolniony z funkcji trenera francuskiego klubu. W latach 2012–2013 prowadził saudyjskie Al-Hilal. W czerwcu 2013 roku został szkoleniowcem RC Lens, z którym wywalczył awans do Ligue 1. Od maja 2016 do 2018 roku trener EA Guingamp. Od 2019 do 2020 trener Toulouse FC. Od 2021 trener FC Nantes.